# Savério Fittipaldi
Savério Fittipaldi OVV (San Severino Lucano, 6 de fevereiro de 1894 - São Paulo, 5 de abril de 1981) foi um livreiro, editor, tradutor e empresário italiano radicado no Brasil. No Rio de Janeiro fundou a Livraria Carioca, depois transformada em Livraria João do Rio em homenagem ao jornalista e cronista Paulo Barreto, a quem muito admirava. Mais tarde mudou-se para São Paulo, onde fundou a Editora das Américas - Edameris.

## Tradução
- Cesare Cantù, História Universal, Editora das Américas, 1963-64

## Homenagem póstuma
Savério Fittipaldi dá nome a Escola Estadual Savério Fittipaldi no Jardim Noronha, São Paulo, SP.